# فضيحة شراب السعال في أوزبكستان
كانت فضيحة شراب السعال في أوزبكستان عبارة عن سلسلة من حالات التسمم التي أدت إلى وفاة 18 طفلاً في سمرقند وطفلين آخرين في أماكن أخرى في أوزبكستان، في الفترة بين ديسمبر 2022 ويناير 2023. وقد حدث ذلك بسبب المستويات السامة من غلايكول ثنائي الايثيلين وإيثيلين غليكول في أدوية السعال التي تنتجها شركة "ماريون بيوتيك" (Marion Biotech) الهندية، مثل العلامة التجارية "دوك-1 ماكس" (Dok-1 Max). وفي وقت لاحق، قامت الحكومة الهندية بالتحقيق في عمليات التصنيع التي تقوم بها شركة ماريون بيوتيك، في حين فتحت السلطات الأوزبكية قضية جنائية ضد أعضاء النظام الصحي الذين ساهموا في وفاة الأطفال، مثل المسؤولين التنظيميين ومديري الصيدلة.
في 22 ديسمبر، تم تعليق بيع وتوزيع "دوك-1 ماكس" مؤقتًا في أوزبكستان، أعقبه حظر كامل لشراب السعال الذي تنتجه شركة ماريون بعد أسبوع واحد. منعت سلطات الجمارك الأوزبكية توزيع 60 ألف صندوق من دواء دوك-1 ماكس ردا على القواعد الجديدة. وفي أواخر ديسمبر، أمرت الحكومة الهندية أيضًا مصنع التصنيع التابع للشركة في نويدا بولاية أتر برديش بإيقاف الإنتاج، وفي 10 يناير 2023، علقت ترخيص ماريون لممارسة الأعمال التجارية.
أقال شوكت ميرضيائيف، الرئيس الحالي لأوزبكستان، سردور كارييف من إدارة وكالة تطوير شبكة الأدوية التابعة لوزارة الصحة بسبب فشله في الرقابة التنظيمية. وتواصل منظمة الصحة العالمية التحقيق في حالات التسمم.

## خلفية
"دوك-1 ماكس" هو دواء مركب يتم إنتاجه على شكل شراب وأقراص، ويستخدم لعلاج أعراض أمراض الجهاز التنفسي الحادة. يستخدم بشكل رئيسي في حالات السعال الديكي، وسيلان الأنف، والسعال الرطب، والتهاب الحلق، والذبحة الصدرية، والصداع، وآلام الجسم، والحمى. وعلى الرغم من أن العبوة تشير إلى أنه يمكن استخدام الشراب بأمان للأطفال بعمر 2 سنة فما فوق، فإن الشركات الأخرى توصي باستخدامه فقط بين الأشخاص الذين تزيد أعمارهم عن 12 عامًا. تحتوي كل جرعة 10 مل من الدواء على الباراسيتامول (500 ملغ)، والغوافينيسين (200 ملغ)، وهيدروكلوريد فينيليفرين (10 ملغ)، وكميات صغيرة من السوربيتول، وبروبيلين غليكول، وبنزوات الصوديوم، وحمض الستريك أحادي الهيدرات، وسكارين الصوديوم، والسكرالوز، والغليسرول، وملون الكراميل، ونكهة الليمون المثلج، والمنثول، والماء المصفى.
كان الدواء متاحًا في أوزبكستان من عام 2012 إلى عام 2022، وتم استيراده بموجب شركة المسؤولية المحدودة (Quramax Medical).

## السمية
حددت دراسات السموم التي أجرتها وزارة الصحة الأوزبكية استبدال البروبيلين غليكول في شراب السعال بثنائي إيثيلين غليكول وإيثيلين غليكول، وهي مواد سامة يمكن أن تسبب القيء والنوبات والإغماء والفشل الكلوي الحاد وأمراض القلب والأوعية الدموية. سمحت شركة ماريون بيوتيك بالتزييف باستخدام ثنائي إيثيلين غليكول وإيثيلين غليكول بما يزيد بنحو 300 مرة عن الحدود التنظيمية.

## الحوادث
في رسالة رسمية من رئيس المركز الطبي متعدد التخصصات للأطفال في ولاية سمرقند، ماماتكول عزيزوف، إلى رئيس إدارة الصحة في الحكومة الإقليمية، دافرونبيك جومانيوزوف، بتاريخ 15 ديسمبر، يصف الظروف المأساوية المتعلقة بدوك-1 ماكس التي حدثت "في الشهرين الماضيين".
وأفاد نائب رئيس إدارة الصحة في ولاية سرداريا، أولتينوي إيسانوفا، بأن الدواء كان له تأثير سلبي على سبعة أطفال. ويوجد 3 من المرضى في وحدة العناية المركزة، وتعافى 4 منهم. ونصحت المعلومات الآباء بإحالة الأطفال الذين تقل أعمارهم عن 6 سنوات والذين تلقوا دوك-1 ماكس إلى المستشفيات العائلية، حتى لو لم تكن هناك أي آثار جانبية.
أفاد رئيس إدارة الصحة في ولاية فرغانة، عبد القيوم توختاقولوف، لوكالة الأنباء الوطنية، أن طفلاً يبلغ من العمر 3 سنوات أصيب بالتسمم. وأشار في رسالته إلى أن حالة المريض من مدينة كوفاسوي خطيرة وأنه يتلقى العلاج حالياً على أساس معايير معتمدة بشكل خاص. كما نصح توختاكولوف الآباء أيضًا بإبعاد أطفالهم عن مثل هذه الأدوية وعدم إعطائها لأطفالهم.
كما وردت أنباء عن تسمم 9 أطفال في ولاية طشقند. وبحسب تقرير الإدارة الإقليمية، لم تسجل حتى الآن أي حالة وفاة في الولاية بسببه. وذكرت وسائل الإعلام أن خمسة من الأطفال في الولاية تعافوا، وأن حالة أربعة منهم مستقرة.
وقال أكمل عسكروف، نائب وزير إقليم قرقل باغستان لقناة التلفزيون الحكومية إن طفلين أصيبا بالتسمم بسبب دوك-1 ماكس، وتم إرسالهما إلى طشقند لتلقي العلاج المتخصص. وأشار المتحدث باسم الوزارة س. زياييف إلى أن حالة الأطفال متوسطة، مع ملاحظة تسمم كلوي.

## حالات الوفاة
تم تسجيل حالات وفاة بين الأطفال الصغار في مناطق سمرقند (18) وكاشكدريا (1) ونمنجان (1). 
توفي 18 طفلاً في المركز الطبي متعدد التخصصات للأطفال الواقع في سمرقند بعد تناولهم شراب السعال المنتج في الهند وأجرى ممثل حقوق الإنسان في الجمعية العليا، أمين المظالم علياء يونسوفا، وممثلو قطاع حماية حقوق الطفل والنيابة العامة دراسة خاصة حول الأطفال الذين لقوا حتفهم في هذا المستشفى، أظهرت أن جميع الأطفال المتوفين كانوا دون سن 6 سنوات، و15 منهم كانوا أطفالاً دون سن 3 سنوات. وكان المرضى الذين توفوا في سمرقند من مناطق جيزك وكشكدريا ونواوي وسمرقند.
في 29 ديسمبر 2022، وصل عدد الأطفال الذين توفوا نتيجة تناول هذا الدواء إلى 20 طفلاً. تم نقل طفل وُلِد في 14 أغسطس 2021 في مقاطعة دهقان آباد بمنطقة كاشكاداريا إلى فرع كاشكاداريا لمركز الطوارئ الطبية لجمهورية أوزبكستان في 27 ديسمبر تحت تأثير الشراب. توفي الطفل في 28 ديسمبر، على الرغم من المساعدة الطبية المقدمة.
وتحدث أحد أفراد أسرة الطفل المتوفى لموقع (Daryo.uz) عن تطورات الأحداث:
لم يقبل الناس في مركز الطوارئ ابن أخي وقالوا إنه يجب نقله إلى العاصمة. وبينما كان يتم نقل الطفل إلى طشقند، طلب عمال الطوارئ الطبية إعادته. اكتشفنا أن ابن أخي قد تسمم بهذا الدواء من خلال نتائج الفحوصات الطبية في كارشي. ظننا أنها أعراض الأنفلونزا. عندما قال الأطباء "أي نوع من الدواء أعطيته له، أرسل الصورة"، أرسلنا الصورة. قال الأطباء إن الدواء ألحق أضرارًا بالغة بأعضاء الطفل مثل الكلى والكبد. سمعنا عن حظر هذا الدواء بعد أن انتهى ابن أخي من تناوله. بحلول ذلك الوقت كان الأوان قد فات.— شاهنوزا نافاسوفا، خالة الطفل المتوفي
من بين 43  طفلاً مصابين بأمراض الجهاز التنفسي الحادة، وُجد أن 20 ممن توفوا بعد وقت قصير من دخولهم المستشفى قد تناولوا كميات زائدة من شراب دوك-1 ماكس، والتي تتكون أحيانًا من 2.5 إلى 5 مل 3-4 مرات يوميًا لمدة 2-7 أيام.

## الاستجابات
تم تعليق بيع وتوزيع شراب السعال المستورد مؤقتًا في 22 ديسمبر. خلال إحاطة عقدت في 29 ديسمبر 2022، بمشاركة سيفارا عبيدولاييفا، رئيسة إدارة حماية الأمومة والطفولة بوزارة الصحة في أوزبكستان، تم تقديم توصيات خاصة للأشخاص الذين تناولوا دوك-1 ماكس، قائلة إن المرضى الذين لم تظهر عليهم أعراض مختلفة بعد أيام من تناول الدواء لا ينبغي أن يشعروا بالقلق. وبعد الكشف عن احتواء عدة دفعات من دواء دوك-1 ماكس وشراب سعال آخر مماثل على مواد سامة، تم حظر بيعها، لكن أفيد أن بعض الصيدليات لا تزال تعمل في بيع مثل هذه الأدوية.[بحاجة لمصدر] في ذلك الشهر، تم وضع ثلاث دفعات مستوردة من دوك-1 ماكس (حوالي 60 ألف صندوق) تحت رقابة صارمة من قِبَل مسؤولي لجنة الجمارك الحكومية استجابةً للأزمة الصحية.
وزارة الصحة
فيما يتعلق بالحادث، أفاد مسؤولون بوزارة الصحة في أوزبكستان أنهم شكلوا مجموعة عمل خاصة مكونة من متخصصين مؤهلين من مركز الدولة للخبرة وتوحيد الأدوية والمنتجات الطبية والمعدات الطبية من أجل دراسة الأعراض السلبية التي يسببها الدواء المغشوش. وجاء في الرسالة أن هناك دوافع إجرامية وراء الحادث، وتم فصل 7 أشخاص مسؤولين عنه، وتم إرسال المعلومات التي تم تحديدها إلى سلطات إنفاذ القانون. وبحسب التقرير، تم شراء الدواء بدون وصفة طبية، وبشكل مستقل بناءً على توصية الصيادلة، وتم تناوله بجرعة زائدة. أرسل بهزود موساييف، وزير الصحة في جمهورية أوزبكستان، رسالة فيديو تعزية إلى أولياء أمور وأقارب 18 طفلاً لقوا حتفهم بعد تناول دواء دوك-1 ماكس. وذكر رئيس إدارة حماية الأمومة والطفولة أن نتيجة الدراسة التي أجرتها مجموعة العمل الخاصة التي عينتها الوزارة أظهرت أن الحالة التي لوحظت لدى الأطفال تحت تأثير الشراب كانت موجودة منذ أكثر من شهرين منذ ظهورها، وأن عدم قيام مسؤولي المستشفى بتقديم معلومات فورية عن الحادث إلى الوزارة في نفس اليوم زاد من تعقيد الوضع.
شركة "ماريون بيوتيك"
نأسف على الوفيات، والحكومة تحقق في الأمر. بناءً على النتائج، سنتخذ الإجراء المناسب. تم أخذ عينات بالفعل. تم إيقاف إنتاج هذا المنتج، والعمليات الأخرى جارية.— حسن رضا، رئيس الشؤون القانونية في شركة ماريون بيوتيك
منظمة الصحة العالمية
منذ 27 ديسمبر، كانت منظمة الصحة العالمية على اتصال بمسؤولين حكوميين في أوزبكستان بشأن وفاة أطفال بعد تناول شراب السعال دوك-1 ماكس:
نحن على اتصال بالسلطات في أوزبكستان ونعمل على جمع المعلومات حول 18 طفلاً ميتاً— مسؤولو منظمة الصحة العالمية.
بلغ إجمالي عدد الوفيات بسبب شراب السعال السام في ثلاث دول حول العالم 300 حالة، كما أعلنت منظمة الصحة العالمية في بيان صحفي:
توفي أكثر من 300 شخص خلال الأشهر الأربعة الماضية بسبب شراب السعال الذي يُباع دون وصفة طبية والذي يحتوي على مستويات عالية من ثنائي إيثيلين غليكول (DEG) وإيثيلين غليكول (EG).— منظمة الصحة العالمية
رئيس أوزبكستان
تم إعفاء سردور كارييف، الذي كان يعمل مديرًا لوكالة تطوير الشبكة الدوائية التابعة لوزارة الصحة في أوزبكستان منذ فبراير 2019، من منصبه في اجتماع عقده رئيس الجمهورية في 30 ديسمبر. كما علم الرئيس بوفاة الأطفال في سمرقند. وانتقد المسؤولين الميدانيين الذين ارتبطوا بالوضع:
أظهرت وفاة الأطفال في سمرقند وقشقاداريا حالة الوضع في هذا المجال وغياب الرقابة. اليوم قمت بإقالة كاراييف، رئيس وكالة الأدوية. جميع المسؤولين الذين سمحوا بحدوث ذلك سيتم محاسبتهم وفقًا للقانون!— شوكت ميرضيائيف

### التحقيق الجنائي
في أعقاب الفضيحة، أطلقت الحكومة الهندية تحقيقًا ضد شركة ماريون بيوتيك. تم تسجيل الشركة، التي صنعت دواء دوك-1 ماكس، كمنتج صغير في الهند في عام 2010 وكمصدر دولي في عام 2016. تم تسجيل شركة (Quramax) الطبية المحدودة، التي استوردت منتجات الشركة إلى أوزبكستان، في أوزبكستان في عام 2006، برئاسة سينغ راجفيندرا براتار. وقد تم تكليف هيئة ترخيص الأدوية والسيطرة عليها في ولاية أتر برديش بالتحقيق. في 29 ديسمبر 2022، أوقفت شركة ماريون بيوتيك رسميًا إنتاج شراب السعال دوك-1 ماكس، والذي تسبب في وفاة أكثر من 20 طفلاً في أوزبكستان. وبحسب صحيفة إيكونوميك تايمز، طلبت لجنة التحقيق من حكومة أوزبكستان تقريراً عن الأطفال الذين توفوا.
وفيما يتصل بهذه الحادثة، رفعت إدارة التحقيقات التابعة لجهاز أمن الدولة في أوزبكستان دعوى جنائية ضد مسؤولي مركز (Quramax) الطبي والعلمي لتوحيد الأدوية بموجب المادة 186-3، الجزء 4، الفقرة "أ" من القانون الجنائي. تم القبض على المشتبه بهم. ومن بين المسؤولين السبعة الذين تم إعفائهم من مناصبهم محمدقول عزيزوف، الذي اكتشف أن الشراب خطير وأن هذا الدواء هو الذي تسبب في وفاة الأطفال. وبدأت الأخبار تنتشر بأن هؤلاء المسؤولين قد يتم إعادة تعيينهم. وذكر موقع (Kun.uz) أن وزير الصحة المعين حديثا أمريلو إينوياتوف عقد اجتماعا مع 7 مسؤولين مفصولين.
تم إخضاع دواء دوك-1 ماكس المُصدر من الهند إلى أوزبكستان للاختبارات المعملية من قبل المركز العلمي لتوحيد الأدوية. ومع ذلك، لم تكن المراجعة منهجية، مما يعني أن الأدوية لم يتم اختبارها بدقة. ألقت أجهزة أمن الدولة القبض على اثنين من رؤساء شركات (Quramax) الطبية والمركز العلمي لمعايرة الأدوية كمشتبه بهم في هذه القضية.
في 30 ديسمبر 2022، قام مركز مراقبة معايير الأدوية التابع للحكومة الهندية وإدارة مراقبة الأدوية التابعة لحكومة ولاية أتر برديش بتفتيش مصنع تصنيع شركة ماريون بيوتيك في نويدا ، أتر برديش. وقد أدت نتائجهم إلى تعليق فوري لجميع عمليات إنتاج الأدوية في المصنع، مما أثر على منتجات شركة ماريون بشكل عام، وليس فقط شراب السعال المرتبط بحالات الوفاة.
في 2 يناير 2023، تم إيقاف بيع جميع الأدوية المستوردة من قبل شركة (Quramax) الطبية والتي تبين أنها تحتوي على إيثيلين غليكول وداي إيثيلين غليكول. في 10 يناير، علقت الحكومة الهندية ترخيص شركة ماريون بايوتيك، الشركة المصنعة لدواء دوك-1 ماكس. في 13 يناير، تم إلغاء ترخيص شركة (Quramax) الطبية المحدودة بقرار من المحكمة الاقتصادية المشتركة في طشقند.
وبحسب مقال من يونيو 2023، قالت مصادر في شركة مايا كيمتيك إنديا (Maya Chemtech India) لرويترز إن شركة ماريون اشترت البروبيلين غليكول الصناعي كأحد المكونات منها. شركة (Maya) ليست حاصلة على ترخيص لبيع المواد بدرجة الجودة الصيدلانية. ورغم أنها لا تواجه تهمًا في الوقت الحالي، فإن التحقيق ما زال جاريًا. ولم تقم شركة ماريون باختبار المكون الذي اشترته.
في أكتوبر 2023، قبلت حكومة ولاية أتر برديش استئناف شركة ماريون بيوتيك لاستئناف إنتاج الأدوية التي لا تحتوي على البروبيلين جليكول، حيث من غير المرجح أن تحتوي هذه المنتجات على الشوائب السامة من ثنائي إيثيلين جليكول وإيثيلين جليكول.

## ملحوظات
1. ↑  وأقر موقع (Daryo.uz) نقلاً عن مصدر من موقع (aniq.uz) بوفاة طفل أيضاً في طشقند. وأكدت الإدارة الإقليمية أنه لم يتم تسجيل أي حالة وفاة في المنطقة.
2. ↑  وتُشير المصادر إلى أن إجمالي عدد الأطفال الذين أصيبوا بالتسمم بلغ 43 طفلاً من مناطق مثل سمرقند (21)، وولاية طشقند (9)، وسرداريا (7)، وكاراكالباكستان (2)، ومدينة طشقند (1)، وفرغانة (1)، ونامانجان (1)، وكاشكاداريا (1).

## روابط خارجية
- صناعة الأدوية الخطيرة في آسيا الوسطى (بالإنجليزية)